# Sam Bisselink
Sam Bisselink (2 september 2003) is een Nederlands voetballer die doorgaans als aanvaller speelt. Hij verruilde in 2024 De Graafschap voor Helmond Sport.

## Carrière
Bisselink begon met voetballen bij Arnhemse Boys, waarna hij in 2013 werd opgenomen in de jeugdopleiding van De Graafschap. Op 4 november 2022 zat Bisselink voor het eerst in de selectie van het eerste elftal van De Graafschap in de uitwedstrijd tegen FC Den Bosch, waar hij in de 83e minuut zijn debuut maakte en inviel voor Robin Schouten. Op 11 november 2022 in de thuiswedstrijd tegen FC Eindhoven speelde hij zijn tweede wedstrijd, waar hij in de 80e minuut een assist gaf aan Hicham Acheffay die de 1-2 scoorde. Op 16 december 2022 verving Bisselink in de thuiswedstrijd tegen Willem II in de 80e minuut Hamza Bouihrouchane.
Tijdens een wedstrijd in het onder 21-team van De Graafschap raakte hij zwaar geblesseerd aan zijn knie, hierdoor kon hij de rest van het seizoen niet meer in actie komen. In mei 2023 tekende Bisselink zijn eerste profcontract bij De Graafschap. Hij werd vastgelegd voor een seizoen met optie tot nog een seizoen.
In september 2024 verliet Bisselink De Graafschap en vertrok hij naar Helmond Sport. Hij debuteerde voor Helmond Sport op 18 oktober 2024 in de thuiswedstrijd tegen Jong AZ.

## Clubstatistieken
| Seizoen | Club             | Competitie     | Competitie | Competitie | Beker | Beker | Overig | Overig | Totaal | Totaal |
| Seizoen | Club             | Competitie     | Wed.       | Dlp.       | Wed.  | Dlp.  | Wed.   | Dlp.   | Wed.   | Dlp.   |
| ------- | ---------------- | -------------- | ---------- | ---------- | ----- | ----- | ------ | ------ | ------ | ------ |
| 2022/23 | BV De Graafschap | Eerste divisie | 8          | 0          | 2     | 0     | 0      | 0      | 10     | 0      |
| 2023/24 | BV De Graafschap | Eerste divisie | 4          | 0          | 0     | 0     | 0      | 0      | 4      | 0      |
| 2024/25 | BV De Graafschap | Eerste divisie | 4          | 1          | 0     | 0     | 0      | 0      | 4      | 1      |
| 2024/25 | Helmond Sport    | Eerste divisie | 16         | 0          | 1     | 0     | 0      | 0      | 17     | 0      |
| Totaal  | Totaal           | Totaal         | 32         | 1          | 3     | 0     | 0      | 0      | 35     | 1      |

Bijgewerkt t/m 15 april 2025.